# Еустасио Чаморо
Еустасио Чаморо је био парагвајски фудбалски дефанзивац који је играо за Парагвај на ФИФА-ином светском првенству 1930. Играо је и за Клуб Пресиденте Хајес.